# Daniel Váňa
Daniel Váňa (* 12. června 1962) je český ekonom, historik, mediální analytik a vysokoškolský pedagog, v letech 2015 až 2021 člen Rady České televize.

## Život
Vystudoval obor finance a úvěr na Národohospodářské fakultě Vysoké školy ekonomické v Praze (promoval v roce 1986 a získal tak titul Ing.). O deset let později úspěšně ukončil studium oboru historie na Filozofické fakultě Univerzity Karlovy v Praze. Doktorské vzdělání uzavřel v roce 2014, kdy absolvoval obor hospodářská politika na Katedře hospodářské politiky Národohospodářské fakulty VŠE v Praze (obdržel titul Ph.D.). Od roku 2015 dále studuje v doktorském stupni studia Filozofické fakulty Univerzity Palackého v Olomouci, obor Mediální studia. V roce 2016 obhájil rigorózní práci na Filozofické fakultě University Karlovy v Praze a obdržel titul PhDr.
Od roku 1986 vyučuje na VŠE v Praze, nejdříve v sekci hospodářských dějin Katedry národohospodářského plánování (do 1989), později na Katedře hospodářských dějin (od roku 1990). Ve svém výzkumu se specializuje na hospodářské dějiny meziválečného Československa, peněžnictví a dějiny mediální komunikace. Od roku 2013 je navíc tiskovým tajemníkem a členem vedení Národohospodářské fakulty VŠE v Praze, v roce 2014 byl zvolen členem Akademického senátu VŠE v Praze. V letech 2008 až 2013 přednášel teorii mediální komunikace a teorii PR na Vysoké škole mezinárodních a veřejných vztahů Praha, od roku 2011 vyučuje mediální komunikaci také na Diplomatické akademii.
Od roku 2002 působí jako poradce ministrů vlád ČR a zákonodárců Parlamentu ČR. Jako mediální poradce dříve úzce spolupracoval s KDU-ČSL, později i s hnutím ANO 2011 (působil jako šéf mediální sekce).
V roce 2014 kandidoval do Rady České televize, nakonec ale z tehdejší volby odstoupil a stal se mediálním poradcem Andreje Babiše. Znovu kandidoval v květnu 2015, v 1. kole neuspěl (dostal jen 75 hlasů od 152 hlasujících), postoupil ale do 2. kola. V něm o týden později získal v tajné volbě 104 hlasů od 166 hlasujících a stal se radním ČT, funkce se ujal 30. května 2015. V červnu 2020 byl zvolen místopředsedou rady. Posty člena a místopředsedy rady zastával až do konce května 2021.